# Kościół św. Mikołaja w Wieluniu
Kościół św. Mikołaja w Wieluniu – kościół przy ulicy Częstochowskiej w Wieluniu. Kościół przylega do klasztoru popaulińskiego z XVII w. (obecnie w posiadaniu sióstr bernardynek). 

## Położenie
Działka na której znajduje się kościół sąsiaduje z drogą krajową nr 43 (fragment Krakowskiego Przedmieścia). Kościół leży na terenie parafii św. Józefa Oblubieńca Najświętszej Maryi Panny w Wieluniu.

## Historia
Kościół wraz ze szpitalem został wzniesiony poza murami miejskimi w latach 1370-1380 z fundacji Władysława Opolczyka. Książę ten sprowadził także do Wielunia w 1388 roku paulinów. Wkrótce szpital przeniesiono (do budynku przy kościele św Ducha) pozostawiając zakonnikom wszystkie zabudowania wraz z kościołem. Kościół i drewniany klasztor spłonęły w 1631 roku w czasie pożaru miasta. Kościół odbudowano w stylu barokowym z zachowaniem wielu elementów gotyckich, ponadto zbudowano nowy, murowany klasztor istniejący do dziś. Decyzją rządu Królestwa Polskiego zespół klasztorny przekazano w 1819 roku zgromadzeniu sióstr bernardynek (przeniesionych z budynków gdzie obecnie mieści się Muzeum Ziemi Wieluńskiej. 

## Architektura
Kościół murowany, orientowany, barokowo - gotycki. Jest to budowla jednonawowa, z niższym i węższym prezbiterium zamkniętym wielobocznie.

## Galeria

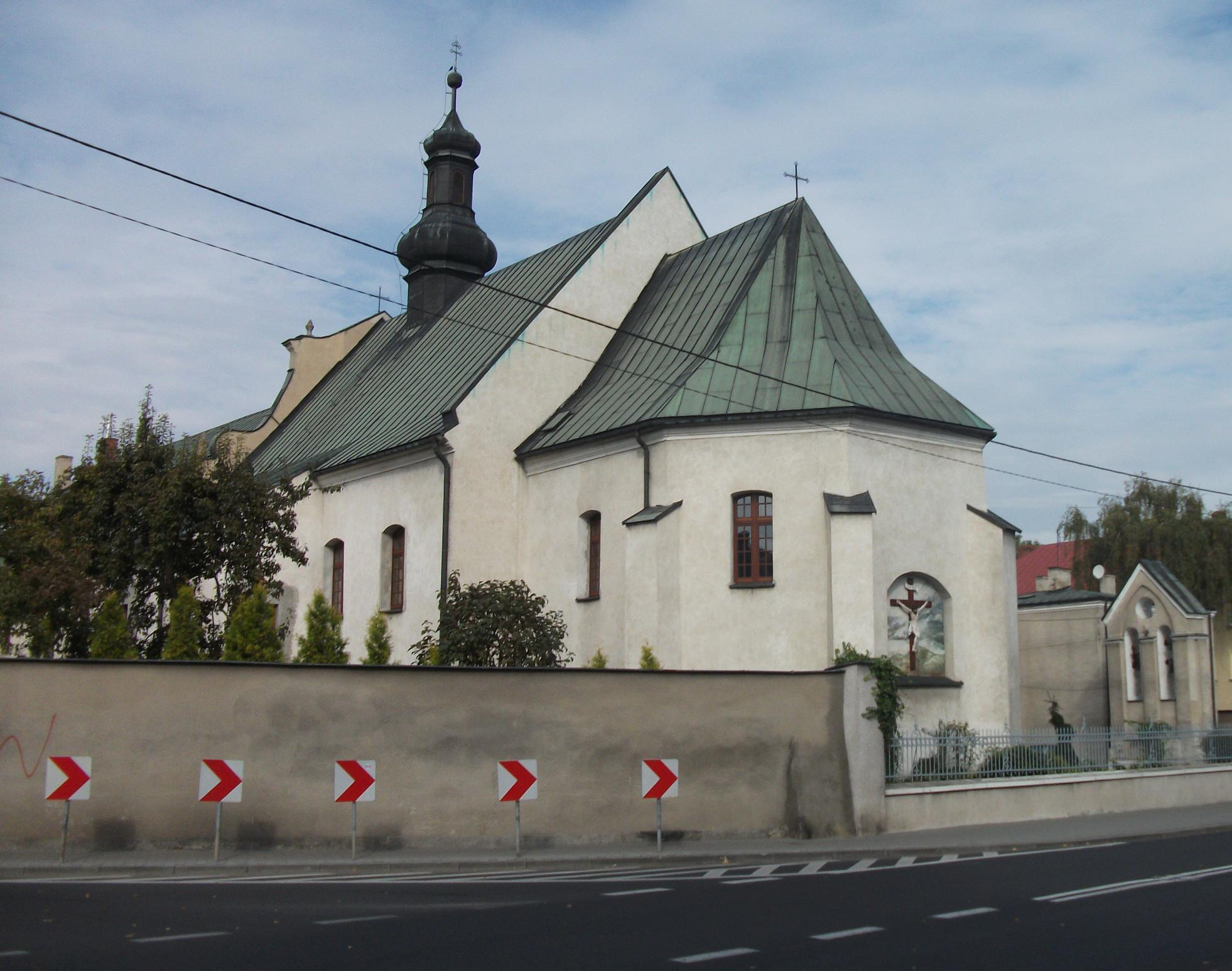
Widok kościoła
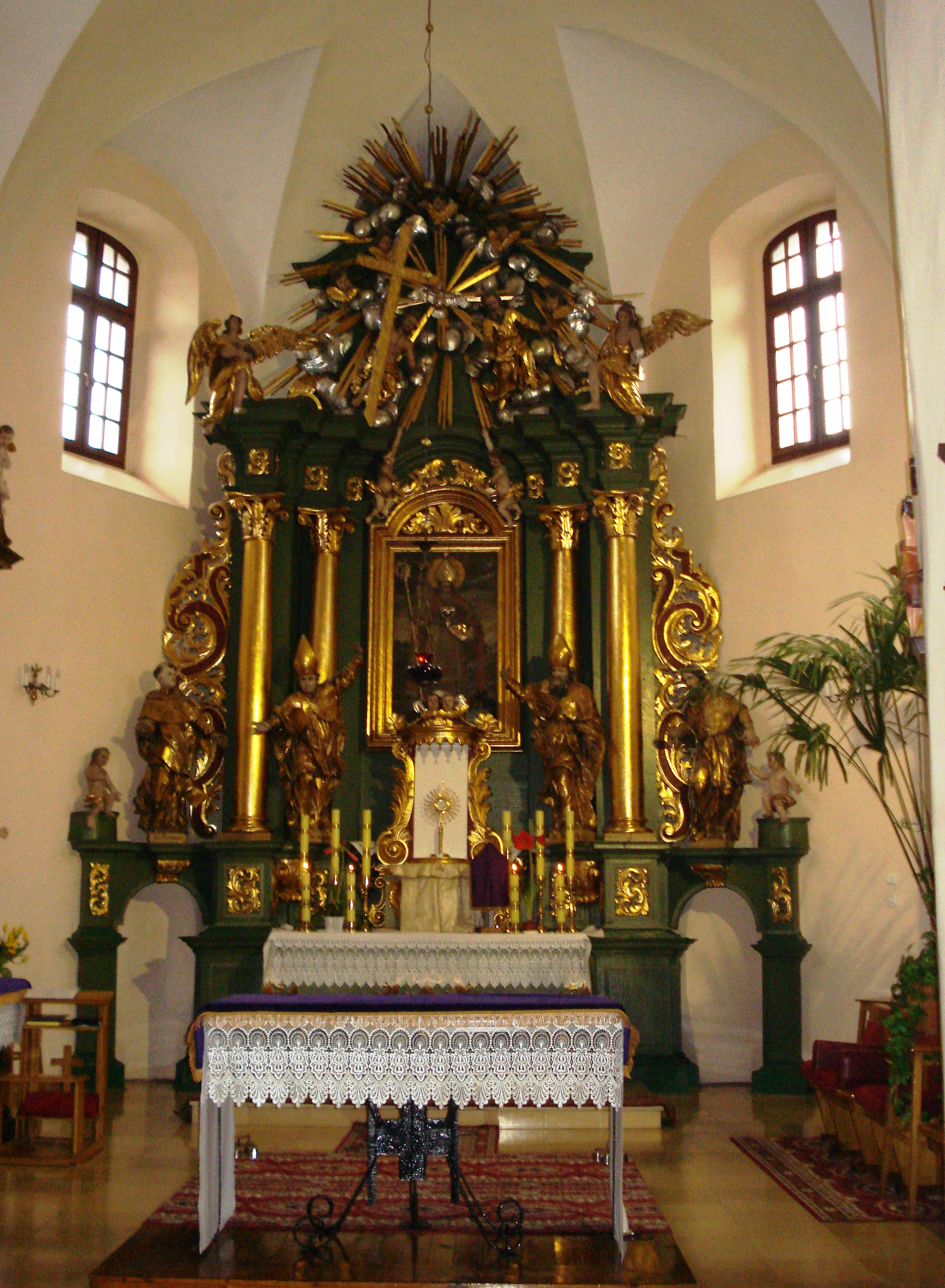
Ołtarz główny
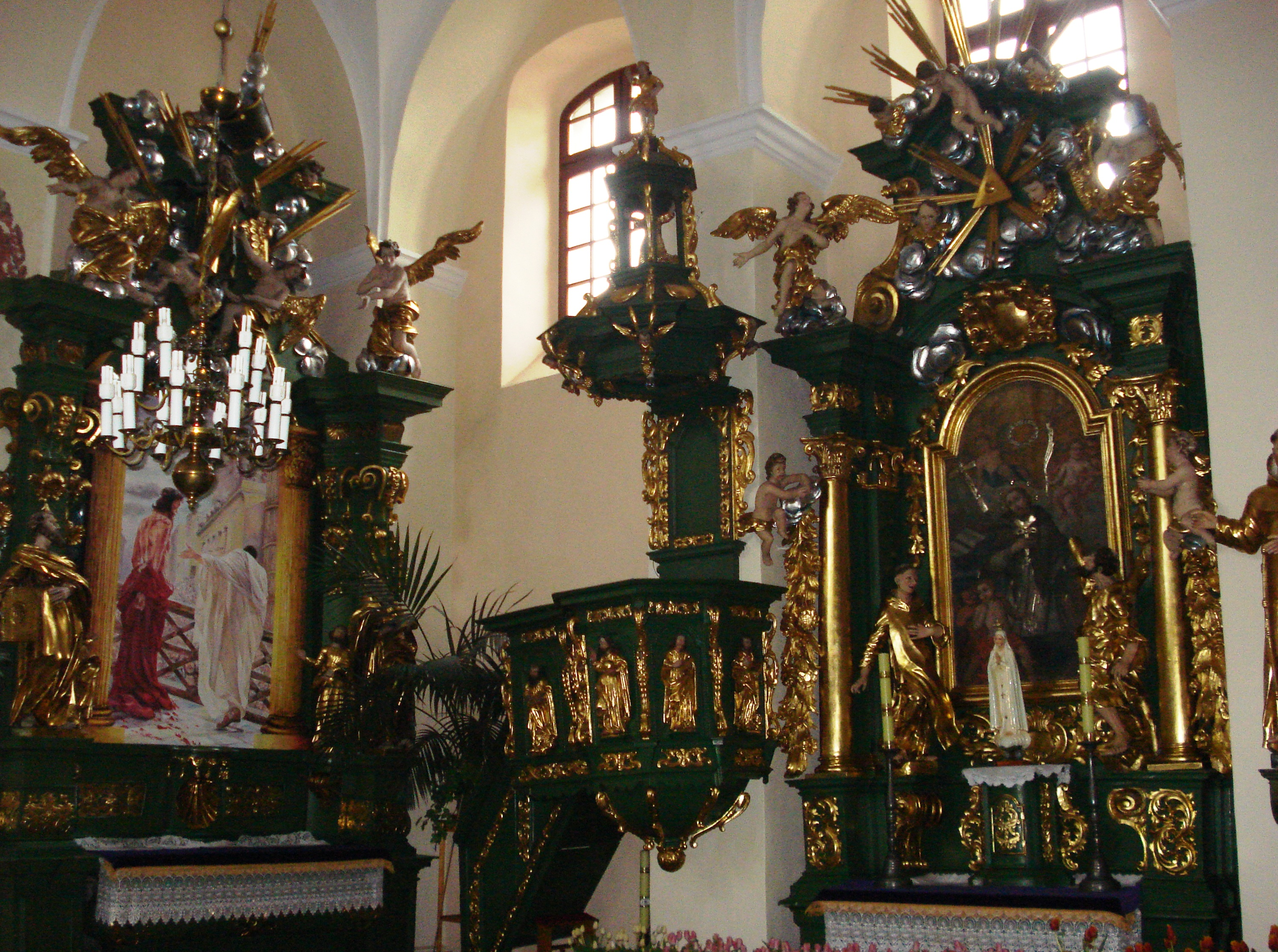
Ołtarze boczne i ambona